# شکاف ران

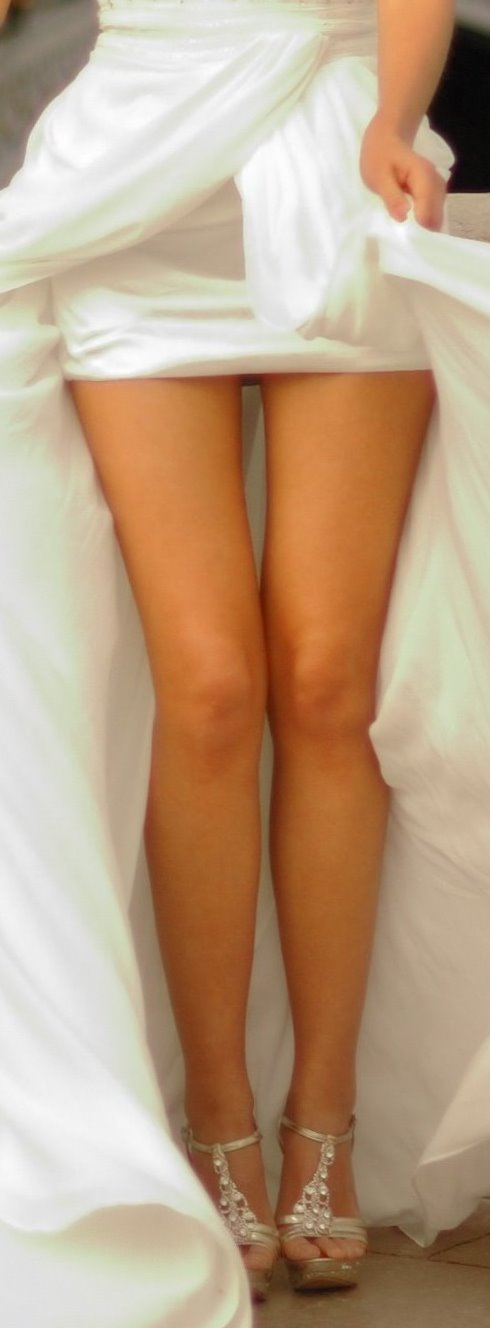

شکاف ران به فاصله خالی بین دو ران هنگامی که زانوها بسته است گفته می‌شود.  این فاصله در زیبایی خانم‌ها اهمیت دارد.